# کیسلوخا
کیسلوخا (به لاتین: Kislukha) یک منطقهٔ مسکونی در روسیه است که در سرزمین آلتای واقع شده‌است.